# Henricus Boonzaaijer van Jeveren
Henricus Boonzaaijer van Jeveren (Haarlem, 18 oktober 1787 – Donsbrüggen, 9 oktober 1876) was een Nederlandse notaris en burgemeester van Doornspijk en Oldebroek. Ook was hij lid van de Provinciale Staten van Gelderland.

## Leven en werk
Van Jeveren werd in 1787 te Haarlem geboren als zoon van de ingenieur Hendrik van Jeveren en Gerharda Boonzaaijer. Hij studeerde rechten aan de Universiteit van Harderwijk en studeerde af in 1811, later dat jaar werd deze Universiteit opgeheven tijdens de tot 1814 durende Franse bezetting. Van Jeveren begon zijn juridische loopbaan in 1816 te Doornspijk. Hij was  van 1816 tot 1823 notaris in Doornspijk en van 1831 tot 1840 secretaris en burgemeester van deze plaats. Van 1823 tot 1841 was hij notaris in Oldebroek en van 1840 tot 1851 burgemeester van deze plaats. Hij was twee periodes lid van Provinciale Staten van Gelderland, van 1835 tot 1841 en van 1850 tot 1852.
Van Jeveren trad op 13 april 1811 in het huwelijk met Adelaide Madelaine Bruyn met wie hij twaalf kinderen kreeg. Nadat zij overleed in 1848 hertrouwde hij een jaar later op 28 juni 1849 met Louise Adolphine Marie Sophie barones van Spaen van Schouwenburg, zij was de laatste telg uit het adellijke geslacht Van Spaen.
Van Jeveren was ridder in de Orde van de Nederlandse Leeuw. Hij woonde met zijn tweede echtgenote tot zijn dood op 9 oktober 1876 in Villa Belriguardo (Donsbrüggen, Duitsland).